# Узник Сиона
Узники Сиона (ивр. אסיר ציון‎) — люди, подвергшиеся репрессиям за сионистскую деятельность. С 1992 года узник Сиона является официальным статусом, присваиваемым гражданам Израиля, которые подвергались задержанию, аресту или тюремному заключению в связи с участием в сионистской деятельности.
По состоянию на 26 июня 2022 года, узниками Сиона были признаны 3420 человек.

## Происхождение и использование термина
Словосочетание «узники Сиона» восходит к Библии: «…Я освобожу узников твоих изо рва…» (Зах. 9:11) и к известной строке из «Ширей Цион» («Сиониды»; буквально «Песни Сиона») поэта и философа XII века Иехуды Галеви: «Сион, неужто ты не спросишь о судьбах узников твоих…» В годы британского мандата термин применялся к подвергавшимся преследованиям со стороны мандатных властей. Затем он стал применяться к евреям, борющимся за выезд из СССР и стран социалистического лагеря.
Иногда узником Сиона называли приговорённого к пожизненному заключению за шпионаж в США Джонатана Полларда, поскольку его деятельность мотивировалась помощью Израилю. Вопрос предоставления Полларду статуса узника Сиона был предметом широких дебатов в Израиле. В частности, кнессет принял решение такое звание присвоить, однако Верховный суд Израиля в январе 2006 года фактически это решение отменил.

## В СССР
Поскольку в уголовном законодательстве СССР не было предусмотрено специального наказания за «сионистскую деятельность», сионисты обычно обвинялись в «антисоветской агитации и пропаганде» в «распространении клеветнических сведений, порочащих советский государственный строй» или «измене родине» и даже шпионаже.
Историк Мартин Гилберт после визита в СССР поместил в подготовленный им «Атлас еврейской истории» две карты: узники Сиона 1984 года, находящиеся в лагерях, и узники Сиона, отбывшие свой срок заключения, но не получившие разрешения на выезд в Израиль в период с 1979 по 1984 годы. Этот «Атлас еврейской истории» был посвящён отказнику, автору лекций «Иудаизм для начинающих» Григорию Вассерману.
Известными узниками Сиона являлись израильские политики и бывшие советские политзаключённые Юлий Эдельштейн и Натан Щаранский.

## В Израиле
В Израиле в ноябре 1969 года по инициативе группы ветеранов сионистского движения была создана «Организация узников Сиона». В конце 1970-х годов в ней насчитывалось 750 членов. Председателем Совета Организации является бывший советский политзаключённый Михаэль Маргулис.
9 апреля 1992 года кнессет принял «Закон о пенсиях узникам Сиона и их семьям»
Согласно этому закону, узником Сиона считается человек, являющийся гражданином и жителем Израиля и бывший:
- арестованным, задержанным или сосланным на срок не менее шести месяцев в связи с сионистской деятельностью в стране, в которой такая деятельность была запрещена;
- арестованным, задержанным или сосланным на срок не менее шести месяцев в связи с сионистской деятельностью во враждебной стране в связи с еврейством или в связи с враждебным отношением этой страны к Израилю;
- арестованным, или сосланным по одной из перечисленных выше причин, если с момента его ареста, задержания или ссылки прошло не менее шести месяцев, и он пропал без вести (при условии, что он соответствовал критериям Закона о возвращении);
- задержанным, арестованным или сосланным на срок не менее шести месяцев в связи с деятельностью, направленной на создание государства, если до создания государства Израиль он являлся жителем Эрец Исраэль.

При Министерстве абсорбции действует «Управление по делам узников Сиона и лиц, убитых за еврейство». Управление наделено полномочиями по признанию статуса заявителя как «узника Сиона» и занимается делами узников Сиона, их семей, а также делами членов семей лиц, погибших за еврейство, независимо от срока их прав как новых репатриантов.
В 2003 году были приняты новые поправки к Закону 1992 года, учитывающие материальное положение узников Сиона, приехавших в Израиль в начале 1990-х годов. Тем не менее, в 2009 году около 400 узников Сиона находились в крайне тяжелом материальном положении. Они выдвинули требование, чтобы их «стаж» борьбы за выезд, в ходе которого многие отсидели в тюрьмах или потеряли работу по специальности, был приравнен к рабочему стажу в Израиле.
21 июня 2013 года один из парков израильского города Ашкелона получил название «Парк узников Сиона».
Колумнист издания Zahav.ru Яков Бендерский в статье «Сион не интересует судьба узников Сиона» отмечает, что сионистское движение в СССР было любительским, в нём участвовали идеалисты, многие из которых после приезда в Израиль не выдержали столкновения с реальностью. Фактически только трое из бывших лидеров советских сионистов (Натан Щаранский, Юлий Эдельштейн и Юрий Штерн) сумели стать частью политической элиты Израиля. Многие из узников Сиона, воплотивших свою мечту, позднее эмигрировали из страны.

## Численность
По состоянию на 29 февраля 2012 года узниками Сиона были признаны 3169 человек, из которых были 1347 живы на указанную дату. В том числе:
- Число узников Сиона из Европы, Советского Союза и Канады — 1195 человек (живы 297)
- Число узников Сиона из исламских стран — 842 (живы 440)
- Число узников Сиона из Эфиопии — 323 (живы 290)
- Число узников Сиона, бывших членами подпольных организаций, действовавших в подмандатной Палестине — 573 (живы 215).

На 28 июня 2022 года было признано 3420 узников Сиона, из которых 950 проживало в Израиле.